# Chiesa di San Sebastiano (Bressanone)
La chiesa di San Sebastiano (in tedesco Kirche St. Sebastian) è la parrocchiale di Sarnes (Sarns), frazione di Bressanone in Alto Adige. Appartiene al decanato di Bressanone-Rodengo della diocesi di Bolzano-Bressanone e risale al XVI secolo.

## Storia

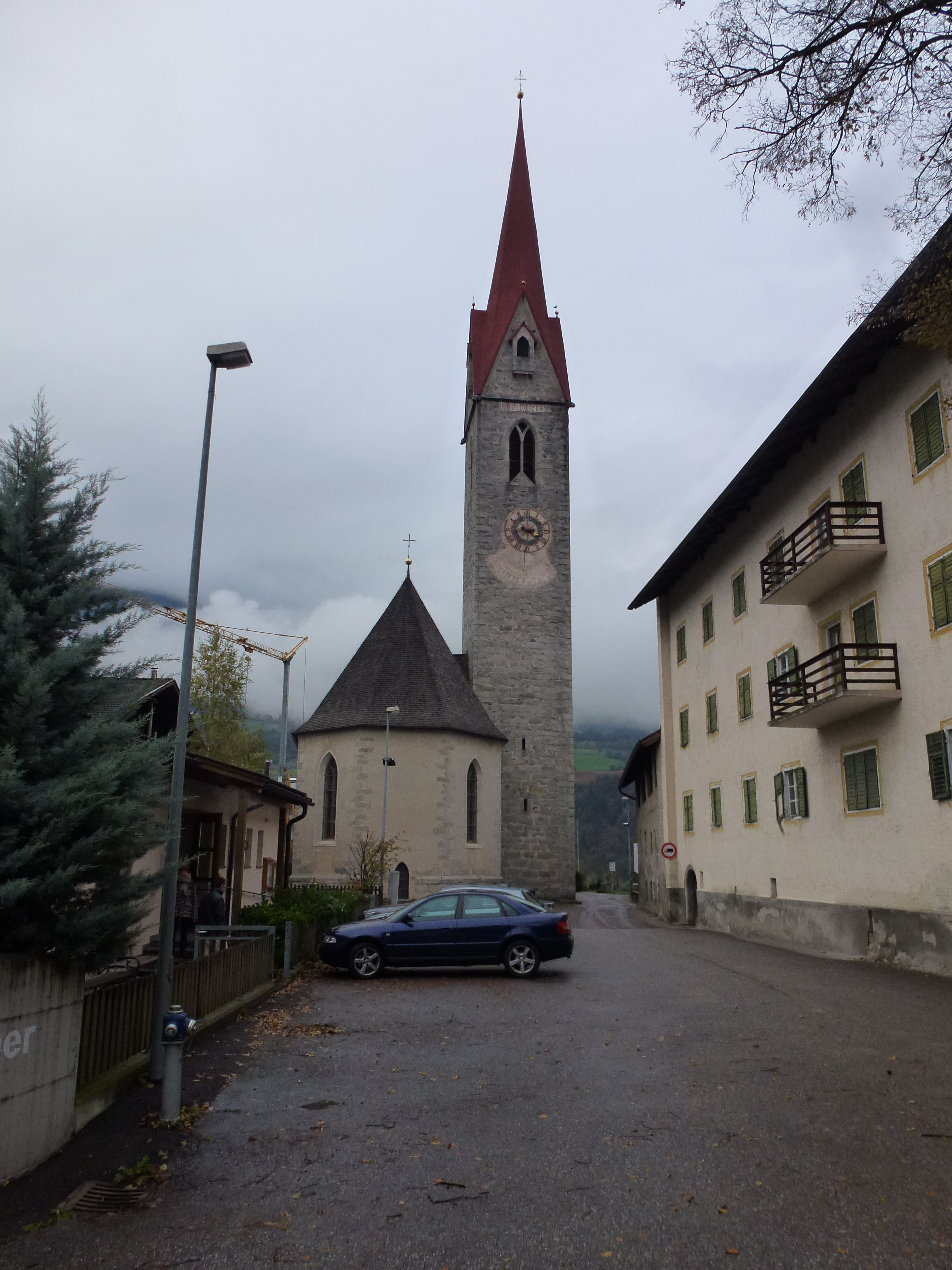
Zona absidale e torre campanaria.

Il luogo di culto venne eretto all'inizio del XVI secolo, nel 1502 e la solenne consacrazione fu celebrata nel 1510. La torre campanaria, in granito di Beessanone, era già stata eretta dal 1493.

## Descrizione

### Esterno
La struttura è semplice e si erge nel centro dell'abitato di Sarnes. La facciata a capanna è classica, con due spioventi. La torre campanaria è slanciata e con cuspide finale acuta, posta alla destra della struttura.

### Interno
La navata interna è unica, suddivisa in campate, e la sua struttura è neogotica. Gli altari nella sala risalgono alla seconda metà del XIX secolo. Sull'altare maggiore sono conservati busti e sculture seicenteschi attribuiti al maestro Leonardo da Bressanone che raffigurano Sant'Osvaldo, Sant'Albuino, Sant'Ingenuino, Santa Caterina, Sant'Agnese e Carlo Magno. La Via Crucis risale al XVIII secolo mentre l'organo a canne è coevo degli altari.